# エルデル・バルボーザ
エルデル・ジョルジュ・レアル・ロドリゲス・バルボーザ（Hélder Jorge Leal Rodrigues Barbosa, 1987年5月24日 - ）は、ポルトガル共和国ポルト県パレデス出身の元サッカー選手。現役時代のポジションはWG。

## 経歴

### クラブ

#### ポルト
FCポルトのユースで育ったバルボーザは、2005-06シーズンのリーグ優勝決定後に行われた最終節のボアヴィスタFCとのダービー (1-1) で後半からトップチーム初出場を飾るもロスタイムに退場した。
2006年から2008年の間に同リーグのアカデミカ・コインブラへ貸し出されていたが、モロッコ代表のタリク・セクティウィがアフリカネイションズカップ2008に出場するため、彼の代役として2008年1月半ばに呼び戻された。2008-09シーズンに今度は2部からの昇格組CDトロフェンセへ貸し出されると、2試合を除きリーグ戦全試合に出場と中心選手としてプレーする中で強豪SLベンフィカ相手（ホーム2-0勝利）に得点を挙げ歴史的勝利に貢献するなど活躍していたが、降格を防ぐことは出来なかった。
翌2009-10シーズン、22歳となったバルボーザはヴィトーリアFCへ貸し出され、2009年8月31日のベンフィカ戦で移籍後初得点を記録と再びベンフィカ相手に得点したが、今度は1-8で大敗している。

#### ブラガ
ヴィトーリアを降格から防ぐ活躍を見せるもポルトから放出された後、2010年7月2日にSCブラガと3年契約を締結。マテウスの存在から最初の1ヶ月は出番が訪れず、以降も出場機会が限られていたが、2011年1月にマテウスがウクライナ・プレミアリーグのFCドニプロへ移籍したのを機に出場を重ねていき、4得点を挙げシーズンを4位で終えることに貢献した。
2011-12シーズンは、2011年8月25日にUEFAヨーロッパリーグ 2011-12予選のBSCヤングボーイズ戦でシーズン初得点を挙げてから、29日のジル・ヴィセンテFC戦（ホーム3-1勝利）で1得点、UEFAヨーロッパリーグ本戦のバーミンガム・シティFC戦（アウェイ3-1勝利）で2得点と約1ヶ月間で連続4得点を挙げた。2012年2月14日のUEFAヨーロッパリーグ・ラウンド32ベシクタシュJK戦（0-2敗北）では、ペナルティーエリアでのダイビングによるシミュレーションから2枚目のイエローカードを提示され退場となった。

#### アテネ
2014年7月31日、AEKアテネFCに移籍した。

#### アル・ワスル
2016年8月24日、アル・ワスルFCに移籍した。

#### アクヒサル・ベレディイェスポル
2017年7月19日、アクヒサル・ベレディイェスポルに移籍した。

### 代表
2012年11月14日にリーブルヴィルで行われたガボンとの親善試合 (2-2) で、試合残り11分にブラガでの同僚クストディオ・カストロと交代でポルトガル代表初出場を飾った。

## タイトル

### クラブ
FCポルト
- スーペル・リーガ 2005-06, 2007-08

 SCブラガ
- タッサ・ダ・リーガ 2012-13

 AEKアテネFC
- キペロ・エラーダス 2015-16

 アクヒサル・ベレディイェスポル
- テュルキエ・クパス 2017-18
- スュペル・クパ 2018